# Parted Magic
Parted Magic è una distribuzione Linux basata su Slackware che offre strumenti di partizionamento dei dischi e per il recupero dati. È disponibile come CD/USB/PXE Live.

## Caratteristiche
Parted Magic è avviabile direttamente da CD, USB o via rete utilizzando PXE e non richiede l'installazione o la presenza di un sistema operativo installato sulla macchina target.
Originariamente progettata per il partizionamento di dischi rigidi meccanici, Parted Magic, oggi è in grado di gestire correttamente anche le unità allo stato solido. Supporta Secure Erase, sia ATA che NVMe, che sono comandi eseguiti a basso livello e che permettono di riportare i dischi allo stato di fabbrica.
Parted Magic supporta una grande varietà di file system sia in lettura che scrittura. Tra questi ext2, ext3, ext4, ReiserFS, FAT, exFAT e NTFS ed è quindi in grado di accedere alle unità formattate per l'uso nei sistemi Microsoft Windows e Linux.
La distribuzione include molti tool tra cui Partimage, partclone, TestDisk, fdisk, sfdisk, dd, ddrescue.
Utilizza Network Manager per configurare facilmente connessioni cablate e wireless. Include il browser web Firefox per navigare sul web

## Requisiti di sistema
A partire dalla versione 11.11.11, Parted Magic, supporta nativamente i processori x86-64 (in precedenza erano supportati i processori x86 a 32 bit) e richiede un computer con almeno un processore Intel compatibile a 64 bit e 2 GB di RAM. È supportato anche secure boot.
Le versioni x86 dalla 2013_09_26 non richiedono la funzionalità Physical Address Extension (PAE) del processore.
Dalla versione 2020_08_23 non vengono più supportati i sistemi x86 a 32 bit.

## Disponibilità
Fino alla versione 2013.08.01 la distribuzione era liberamente disponibile per il download sia dal sito ufficiale che dalla pagina del progetto su SourceForge. Attualmente, la distribuzione, è diventata a pagamento nonostante il software in essa contenuto sia gratuito e open source.